# التاريخ الحديث لموريتانيا
- 1902 بدأ دخول الفرنسيين لموريتانيا كقوة استعمارية مع بداية القرن العشرين وقد واجهوا مقاومة شديدة من القبائل الموريتانية كافة حيث خاضت معهم الكثير من المعارك منها رأس الفيل التي قتل فيها أمير تكانت الأمير المجاهد بكار ولد اسويد أحمد ومنها معركة تجكجة التي قتل فيها سيدي ولد مولاي الزين قائد الحملة الفرنسية كزافيي كبولاني، ومنها معركة ام التونسي والنييملان.
- 1932: انتهاء الكفاح المسلح ضد المستعمر بعد استشهاد الأمير سيد أحمد ولد أحمد عيدة أمير آدرار في معركة وديان الخروب.
- 1946: تحولت موريتانيا إلى إقليم ما وراء البحار.
- 1956: يحصل البلد على الحكم الذاتي الداخلي وأصبحت "نواكشوط عاصمة للبلاد في السنة الموالية.
- 1957: إنشاء مدينة كيفة
- 1958: مؤتمر ألاگ إعلان الجمهورية الإسلامية الموريتانية وإنشاء الجيش الموريتاني واختير المختار ولد داداه رئيسا للوزراء.
- 28 نوفمبر 1960 :إعلان الاستقلال عن فرنسا وأصبح المختار ولد داداه أول رئيس جمهورية لموريتانيا.
- 1960 - 1978 المختار ولد داداه رئيسا للجمهورية.
- 1961: إنشاء مدينة كرو
- 1961: انضمت موريتانيا إلى منظمة الأمم المتحدة.
- 1973: الانضمام إلى جامعة الدول العربية, تأخر هذا الانضمام لأن الحسن الثاني كان يعارض هذه الخطوة لأنه يعتبر موريتانيا جزءا لا يتجزء من مملكته.
- 1976: تحصلت موريتانيا على جزء من الصحراء الغربية بعد اتفاقيات مدريد. ونظمت جبهة البوليساريو، حرب عصابات لضرب المدنيين والمصالح الاقتصادية الموريتانية.
- 1978 - 1984: عرفت البلاد فترة من عدم الاستقرار السياسي حيث تتالت الانقلابات.
- 1979: انسحبت موريتانيا من الصحراء الغربية.
- 1982: إنشاء قرية حفرة أهل الشيخ
- 1984: استولى العقيد معاوية ولد سيدي أحمد الطايع وهو رئيس أركان الجيش على السلطة وتم انتخابه رئيسا لموريتانيا سنة 1992 ثم إعادة انتخابه سنة 1997.
- 1989: توتر العلاقات مع السنغال وطرد كل من البلدين لجالية البلد الآخر.
- 1991: وضع دستور جديد نص على نظام التعددية الحزبية ودخلت أحزاب المعارضة المجلس الوطني سنة 2001.
- 2003: في 5 يونيو قامت مجموعة من الضباط المستائين من الفساد في الجيش ومؤسسات الدولة بمحاولة انقلابية بقيادة صالح ولد حننّه ومحمد ولد شيخنا وضباط في كتيبة المدرعات وقيادة الطيران وبعد أن سيطروا على العاصمة فشلوا في اعتقال الرئيس مما أدى لفشل الانقلاب، وقد أدى هذا الانقلاب وما تلاه من محاولتين قامت بها نفس المجموعة بعد فرارها للخارج خلال سنة إلى تعرض استقرار النظام للاهتزاز مما مهد لانقلاب 2005
- 2005: 3 أغسطس قامت مجموعة من الضباط بتنفيذ انقلاب على الرئيس ولد الطائع ولأن رتبهم العسكرية أصغر من كبار الضباط اختاروا العقيد اعلي ولد محمد فال مدير الأمن الوطني ليكون رئيسا للبلاد وواجهة لهم، وأمروا بحل البرلمان وشكلوا المجلس العسكري للعدالة والديمقراطية وأعلنو عن برنامج انتقالي وإصلاحات دستورية تمهد لتسليم الحكم لنظام ديمقراطي بعد سنة ونصف.
- 2006: في 21 نوفمبر جرت انتخابات بلدية وتشريعية وقد أدت لفوز اللوائح المستقلة المتهمة بالتنسيق مع المجلس العسكري بأغلبية في البرلمان والمجالس البلدية إلا أن أحزاب المعارضة السابقة المشكلة لتحالف قوى التغيير فازت في العاصمة والمدن الكبرى وولاية الترارزة وأصبح حزب تكتل القوى الديمقراطية أكثر الأحزاب تمثيلا يليه اتحاد قوى التقدم.
- 2007: في 11 مارس أجريت انتخابات رئاسية ديمقراطية تنافسية في موريتانيا لأول مرة في تاريخها، وبعد جولة أولى لم يحصل فيها أي من المترشحين على 50% جرى شوط ثاني بين سيدي ولد الشيخ عبد الله وأحمد ولد داداه وتم انتخاب سيدي ولد الشيخ عبد الله رئيسا للجمهورية بنسبة 53% وأصبح بذلك أول رئيس مدني لموريتانيا منذ ثلاثين سنة، وقد اتهم القادة العسكريون بالوقوف إلى جانب ولد الشيخ عبد الله وحشد التأييد له.
- بعد تسلم الرئيس لمهامه تم تنصيب البرلمان وتم انتخاب مسعود ولد بوالخير رئيس حزب التحالف الشعبي التقدمي رئيسا للجمعية الوطنية، وشكلت حكومة يرأسها الزين ولد زيدان.
- 2008: في 6 أغسطس نفذ قادة الأجهزة العسكرية الرئيسية في موريتانيا بقياد الجنرال محمد ولد عبد العزيز قائد كتيبة الحرس الرئاسي ومدير الديوان العسكري لرئيس الجمهورية انقلاباً عسكرياً واستولوا على الحكم في البلاد مستغلين الأزمة بين الرئيس وأغلبيته البرلمانية، وهي الأزمة التي يَتّهم العسكر بالوقوف وراءها، وتم اعتقال الرئيس سيدي محمد ولد الشيخ عبد الله ورئيس الوزراء وعدد من الوزراء، وتم اقتياد الرئيس إلى إحدى الثكنات العسكرية التابعة للحرس الرئاسي ووضع تحت الإقامة الجبرية، وتم الحفاظ على البرلمان والمجالس البلدية.
- 2009 أجريت انتخابات رئاسية، نتج عنها فوز كاسح للرئيس السابق محمد ولد عبد العزيز، وهو

ما تشكك المعارضة في نزاهته وتطالب بتكوين لجنة مستقلة للتحقيق في مدى مصداقية ذلك الانتخاب ومن أهم ما تميزت به فترته حتى الآن شق العديد من الطرق المعبدة داخل العاصمة، وفي الداخل، بالإضافة عقد ندوة العلماء نتج فتح حوار مباشر مع السلفيين الجهاديين، الموجودين داخل السجن، وهو الحوار الذي تم تعليق عليه آمالا كبيرة.
- 2019 انتخاب الرئيس محمد ولد الغزواني رئيسا جديدًا